# Biggin (North Yorkshire)
Biggin is een civil parish in het bestuurlijke gebied Selby, in het Engelse graafschap North Yorkshire met 121 inwoners.